# Anabuki Satoru
Anabuki Satoru (穴吹智 Huyệt Xuy Trí) là một phi công của Không lực Lục quân Đế quốc Nhật Bản, với thành tích 39 chiến thắng (51 tự tuyên bố) trong Thế chiến thứ hai. Thành tích này giúp ông trở thành phi công ách chủ bài của Không lực Lục quân Đế quốc Nhật Bản có thành tích cao nhất trong cuộc chiến.
Sau chiến tranh, Anabuki còn trở thành phi công trực thăng của Lực lượng Phòng vệ Nhật Bản.

## Sự nghiệp
Anabuki sinh ra trong một gia đình nông dân tại tỉnh Kagawa. Ông gia nhập Học viện Không lực Lục quân Tokyo vào tháng 4 năm 1938, tốt nghiệp tháng 3 năm 1941. Bốn tháng sau đó, ông được điều về đơn vị Trung đội (Chūtai) số 3 thuộc Chiến đội (Sentai) số 50, căn cứ đóng tại Formosa. Tháng 10 cùng năm, ông được phong hàm hạ sĩ.

### Thế chiến thứ hai
Khi Chiến tranh Thái Bình Dương bùng nổ, ông đã tham gia trận chiến tại Philippines. Tại vịnh Lingayen, ông có được chiến thắng đầu tiên là một chiếc Curtiss P-40E của Không quân Hoa Kỳ ngày 22 tháng 12 năm 1941. Ngày 9 tháng 2 năm 1942, ông bắn hạ thêm hai máy bay P-40 nữa.
Sau đó, đơn vị của ông trở về Nhật Bản và được trang bị mới chiến đấu cơ Ki-43 "Hayabusa" thay cho kiểu Nakajima Ki-27 "Nates" đã lỗi thời. Tháng 6 năm 1942, Chiến đội 50 được chuyển đến chiến trường Miến Điện. Ngày 25 tháng 10, tại Chabua, Anabuki có chiến thắng đầu tiên trên kiểu chiến đấu cơ mới Ki-43. Trong khoảng thời gian sử dụng kiểu chiến đấu cơ này tại Miến Điện từ tháng 6 năm 1942 đến tháng 10 năm 1943, ông đã có 30 chiến thắng. Ông được đánh giá là một phi công dũng cảm, ngoan cường và là một thiện xạ, chiến thuật ưa thích của ông là bổ nhào tấn công từ trên cao xuống.
Ngày 20 tháng 12 năm 1942, khi Không quân Hoàng gia Anh tấn công căn cứ không quân Nhật tại Magwe và Akyab, Anabuki đã bắn rơi một oanh tạc cơ Blenheim và một chiến đấu cơ Hawker Hurricane, trong khi bạn thân của ông Trung úy Nakazaki Shigeru hạ được hai chiến đấu cơ Hurricane. Bốn ngày sau đó, ông bắn hạ một chiếc Hurricane trong tình trạng quên gập bánh đáp vào khi cất cánh ! Ngày 14 tháng 1 năm 1943, ông và Nakazaki mỗi người tiêu diệt được thêm một chiếc Hurricane phía bắc Akyab.
Ngày 26 tháng 1 năm 1943, đơn vị Chiến đội 50 của ông là đơn vị không quân Nhật đầu tiên chạm trán các oanh tạc cơ mới B-24 Liberator của Hoa Kỳ trên vùng trời Rangoon. Anabuki tuyên bố bắn hạ được một oanh tạc cơ B-24 nhưng thực tế phía Mỹ không hề mất một chiếc B-24 nào trong ngày hôm đó. Hoả lực yếu của Ki-43 (chỉ có hai súng máy 12,7 mm) là nguyên nhân khiến cho việc tiêu diệt B-24 rất khó khăn. Anabuki về sau chia sẻ kinh nghiệm đối đầu với B-24 là tấn công trực diện với tốc độ cao, bắn 5-6 loạt đạn với khoảng 120 viên đạn 12,7 mm. Nếu khoảng 50-60 viên đạn trúng mục tiêu sẽ tương đương hỏa lực với khoảng hơn 20 quả đạn pháo 20 mm, con số mà các phi công Không quân Đức Luftwaffe thường dùng để bắn hạ những chiếc oanh tạc cơ khổng lồ.
Ngày 4 tháng 5, Chiến đội 50 có được 7 chiến thắng trong ngày tại Akyab, trong đó Anabuki tuyên bố tiêu diệt được một Hurricane. Ngày 10 tháng 8 năm 1943, ông lập được kỳ tích khi trong một trận không chiến đã bắn hạ hai chiến đấu cơ hai động cơ P-38 và ba oanh tạc cơ B-24. Trong ngày hôm đó, Anabuki bay cùng với 10 chiến đấu cơ Ki-43 khác nhưng rắc rối với bình xăng phụ đã khiến ông rơi lại phía sau đội hình. Bất ngờ Anabuki phát hiện 11 chiếc B-24, được hộ tống bởi hai chiếc P-38 gần Rangoon. Mặc dù chỉ có một mình, ông đã lao vào tấn công đội hình trên, tuyên bố bắn hạ được hai chiếc P-38 và hai chiếc B-24. Sau đó khi nhận ra mình hết đạn, ông đã đâm chiếc máy bay của mình vảo chiếc B-24 thứ ba. Bị thương nặng, Anabuki cố gắng đáp chiếc máy bay đã bị hư hỏng nặng xuống một bãi biển, nơi ông được cứu sống ba ngày sau đó.
Kỳ tích này đã giúp Anabuki được khen thưởng cá nhân bởi chỉ huy không quân Nhật tại Miến Điện, tướng Kawabe Hideyoshi và được thăng hàm thượng sĩ. Anabuki là trường hợp duy nhất trong Thế chiến thứ hai trong Lục quân Nhật Bản được khen thưởng vì chiến tích khi còn đang sống, vốn chỉ chấp nhận việc truy phong. Tuy nhiên, chiến tích này của Anabuki để lại nhiều tranh cãi. Tác giả Ichimura Hiroshi trong quyển sách "Ki-43 'Oscar' Aces of World War 2" không tìm thấy bất kì một nhân chứng nào cũng như bản báo cáo nào về thiệt hại của Đồng Minh để chứng minh cho chiến tích của Anabuki. Ngoài ra, cựu phi công Chiến đoàn 64, Trung uý Ito Naoyuki, cũng tỏ ra hoài nghi vì ông cho rằng với hoả lực hạn chế của chiến đấu cơ Ki-43, sẽ là điều không tưởng để bắn hạ hai chiếc P-38 và ba chiếc B-24.
Sau chiến tích này, Anabuki đã bị cấm không được tham gia bất kì một trận không chiến nào nữa, do đó thành tích của ông dừng lại ở con số 30. Tháng 2 năm 1944, ông được trở về Nhật Bản sau 173 phi vụ tại Miến Điện và trở thành giảng viên tại Trường Không lực Lục quân Akeno. Đến tháng 12 năm 1944, ông trở lại chiến đấu trên chiến trường Philippines, nơi ông tuyên bố đã bắn hạ sáu chiến đấu cơ của Hải quân Hoa Kỳ F6F Hellcat bằng kiểu chiến đấu cơ mới Nakajima Ki-84 "Hayate". Chiến thắng cuối cùng của ông là một chiếc oanh tạc cơ hạng nặng B-29.

### Sau chiến tranh
Khi Lực lượng Phòng vệ Nhật Bản ra đời vào đầu thập niên 1950, ông đã xin gia nhập và trở thành phi công trực thăng trong nhiều năm. Sau đó, ông lại làm cảnh sát và tiếp tục lái máy bay trực thăng. Năm 1971, ông về hưu với cấp hàm Trung tá nhưng lại gia nhập Japan Airlines trước khi chính thức về hưu năm 1984.